# Sólheimar
Sólheimar é uma localidade na Islândia, com uma população de cerca de 91 habitantes em 2018.